# Улицкий, Яков Самойлович
Яков Самойлович (Самуилович) Улицкий (8 апреля 1891, Ржищев, Киевская губерния — 3 октября 1956, Калинин) — советский экономист, демограф и статистик, учёный в области научной организации труда.

## Биография
Был старшим из шести детей в зажиточной еврейской семье; его отец Самуил Иосифович (Шмил Иоселевич) Улицкий владел мукомольным заводом и баржой, мать (Софья Улицкая) была домохозяйкой.
Учился в Полтавском, а с 1905 года в Киевском коммерческом училище (окончил в 1909 году); редактировал школьный гектографический журнал «Пролетарий». После окончания Киевского коммерческого института в 1914 году изучал историю и теорию музыки в Московской консерватории, дирижировал любительским хором и оркестром. Его музыковедческая работа «О песенном творчестве детей» была опубликована в «Русской музыкальной газете» (№ 32—33, 1914), тогда же вышла его первая монография «Организация производства». В том же году был призван в действующую армию, служил до 1917 года, избирался в Харьковский и Киевский советы рабочих и солдатских депутатов.
С 1918 года работал в Народном комиссариате труда Украины и одновременно начал заниматься научной работой. Примыкал к меньшевикам, входил в харьковский эсеровско-меньшевистский совет, принимал участие в работе киевской организации меньшевиков. В 1919 году в Киеве опубликовал вторую книгу «Синоптическая таблица законов о биржах труда России и Западной Европы». В том же году во время погрома был убит его младший брат Лазарь Самойлович Улицкий (1901—1919). Вёл экономические рубрики в киевской газете «Пролетарская правда».
В 1924 году переехал в Москву и в том же году вышла его третья книга «Логика управления: Очерк по теории управления административными коллективами» (Киев: Друкарь, 1924), а также несколько глав в популярном учебном пособии для работников связи «Что такое статистика и для кого она нужна» под редакцией В. Г. Песчанского (М.: НКПиТ, 1924). Работал в Статистическом отделе Народного комиссариата почт и телеграфа, был постоянным сотрудником журнала «Жизнь и техника связи». В 1925—1931 годах был сотрудником Экономического управления ВСНХ, в 1928 году организовал и возглавил секцию по изучению промышленности при Центральном бюро краеведения. Разработал программу конкурса «Монографическое описание фабрик и заводов» (М.: ЦБК, 1929) и первого краеведческого конкурса (1931). Придерживался социально-трудовой концепции управления в теории научной организации труда.
26 февраля 1931 года арестован по делу «Союзного бюро РСДРП (м)», 25 апреля выслан из Москвы сроком на три года, до окончания ссылки переведён в планово-экономический отдел Сталинградского тракторного завода, где также организовал хор и оркестр. В 1934 году осуждён повторно как «участник троцкистской группы, проводившей активную антисоветскую деятельность», находился в заключении в Бийске, где работал тапёром в кинотеатре, преподавателем иностранных языков и бухгалтером на маслозаводе. По освобождении и возвращении в Москву в 1941 году занялся изучением демографической статистики. В 1945 году защитил кандидатскую диссертацию по теме «Демографическое понятие поколения» (опубликована отдельной монографией в демографическом томе «Учёных записок по статистике» в 1959 году). Работал преподавателем Заочного финансового института.
Вновь арестован в 1948 году по делу Еврейского антифашистского комитета, обвинён в продвижении сионистской и буржуазно-националистической точки зрения проанглийского направления; в заключении до 1954 года, затем в ссылке в Калинине. В 1955 году вышла его научно-популярная книга «Что надо каждому знать о музыке?». Работа «Семейная статистика в СССР» («Понятие семьи в демографии») лишь частично была опубликована уже после смерти автора («Демографическое понятие поколения», 1959).

## Семья
- Жена — актриса Мария Петровна Улицкая (урождённая Гальперина; 1895, Киев — ?), сестра поэта Михаила Гальперина.
  - Сын — Евгений Яковлевич Улицкий (1916—1989), учёный в области сельскохозяйственной технологии, доктор технических наук, автор ряда изобретений и книг «Электрические методы обработки металлов» (1952), «Передовая ремонтная мастерская» (1955), «Как продлить жизнь машин» (1963), «Техника безопасности на предприятиях сельского хозяйства» (1970); старший научный сотрудник Всесоюзной академии сельскохозяйственных наук и Всесоюзного научно-исследовательского института механизации сельского хозяйства.[11][12]
    - Внучка — писатель Людмила Улицкая, написавшая беллетризованное жизнеописание Я. С. Улицкого — роман «Лестница Якова»[13][14].
- Брат — Михаил Самойлович Улицкий, энергетик, соавтор монографии «Техническая эксплуатация основного электрооборудования станций и подстанций» (М.: Энергия, 1974. — 574 с.).
- Племянницы — художница Матильда Булгакова и драматург Рахиль (Елена) Гальперина, жена писателя Ю. Л. Анненкова. Племянник — Исаак Иосифович Ревзин (1923—1974), лингвист и семиотик, доктор филологических наук. Внучатые племянники — искусствовед и архитектурный критик Г. И. Ревзин, режиссёр-постановщик А. Д. Ревзин, художник О. В. Булгакова, журналист и продюсер Е. И. Ревзин.

## Сочинения
- Логика управления: Очерк по теории управления административными коллективами. — Киев: Друкарь, 1924. — 64 с.
- Улицкий Я. С. Демографическое понятие поколения